# Rossana Pasquino
Rossana Pasquino (Benevento, 12 ottobre 1982) è una schermitrice italiana, vincitrice di un bronzo paralimpico.

## Biografia
Beneventana, Rossana Pasquino perse l'uso delle gambe all'età di nove anni, a causa di un infarto midollare. Scoprì la scherma mentre viveva a Napoli, dove era studentessa universitaria in ingegneria presso l'Università degli Studi di Napoli Federico II, grazie all'amica Francesca Boscarelli che le presentò Sandro Cuomo.
Rossana si laureò in ingegneria chimica nel 2005, conseguì un dottorato di ricerca e una borsa di studio post-dottorato Marie Curie, per poi ottenere una cattedra come docente associato di "Principi di ingegneria chimica". Alternò così lo sport al lavoro in università, allenandosi tra Napoli e Benevento. Nel 2018 divenne professore ordinario di "Reologia e fenomeni dei trasporti" presso i corsi di laurea di ingegneria chimica e ingegneria biomedica.
Nel 2017 prese parte ai campionati mondiali di scherma paralimpica, svoltisi a Roma, riuscendo a vincere la medaglia d'argento nella sciabola a squadre. L'anno seguente, agli europei di Terni, si aggiudicò un'altra medaglia d'argento della sciabola. Negli anni successivi ottenne inoltre diversi titoli italiani sia nella spada che nella sciabola.
Vinse la medaglia di bronzo nella sciabola individuale ai mondiali del 2019. Si qualificò per le Paralimpiadi di Tokyo 2020: avanzò fino ai quarti di finale nella sciabola individuale, mentre uscì agli ottavi nella spada individuale.
Nel 2021 divenne consigliera federale degli atleti olimpici e paralimpici.
Nel 2022, ai campionati europei di Varsavia ottenne tre medaglie: due argenti nella spada e nella sciabola e un bronzo nella sciabola a squadre. Ai mondiali di Terni dell'anno seguente, conquistò due bronzi nella sciabola e nella spada.
In occasione degli europei del 2024, fu campionessa continentale nella spada e nella sciabola individuale.
Nello stesso anno, partecipò alle sue seconde Paralimpiadi: ai Giochi di Parigi conquistò la sua prima medaglia paralimpica, un bronzo nel fioretto a squadre insieme a Bebe Vio, Andreea Mogoș e Loredana Trigilia.
Rossana Pasquino gareggia per il Gruppo Sportivo Fiamme Oro.

## Profilo accademico
Dopo aver conseguito la sua tesi magistrale — sulla gelificazione termo-reversibile di derivati cellulosici — nel 2005, Rossana Pasquino ha effettuato un dottorato congiunto tra l'Università di Napoli Federico II e la KU Leuven sulle sospensioni di sfere in soluzioni viscoelastiche, conclusosi in 2008. Dopo un postdoc tra entrambe università, si è trasferita in Creta per occupare una posizione Marie Curie Post-doc (ITN “Dynacop”), studiando la dinamica di polimeri complessi presso FORTH. Dal 2012, è ricercatrice a tempo indeterminato alla Federico II, diventando professoressa associata nel 2018.  È autrice di 50 lavori scientifici, Associate Editor di Physics of Fluids e nell'Editorial Board di Soft Matter. Nel 2018 è stata nel Comitato Organizzatore della Conferenza Annuale Europea sulla Reologia (AERC), tenuta a Sorrento. Ha ricevuto il Distinguished Young Rheologist Award, assegnato da TA Instruments, nel 2018.

## Palmarès
- Giochi paralimpici

 Parigi 2024:  Bronzo nel fioretto a squadre;
- Mondiali

 Roma 2017:  Argento nella sciabola a squadre;
 Cheongju 2019:  Bronzo nella sciabola individuale;
 Terni 2023:  Bronzo nella sciabola individuale;  Bronzo nella spada individuale;
- Europei

 Terni 2018:  Argento nella sciabola a squadre;
 Varsavia 2022:  Bronzo nella sciabola a squadre;  Argento nella sciabola individuale;  Argento nella spada individuale;
 Parigi 2024:  Oro nella sciabola individuale;  Oro nella spada individuale;